# Germany Trade and Invest

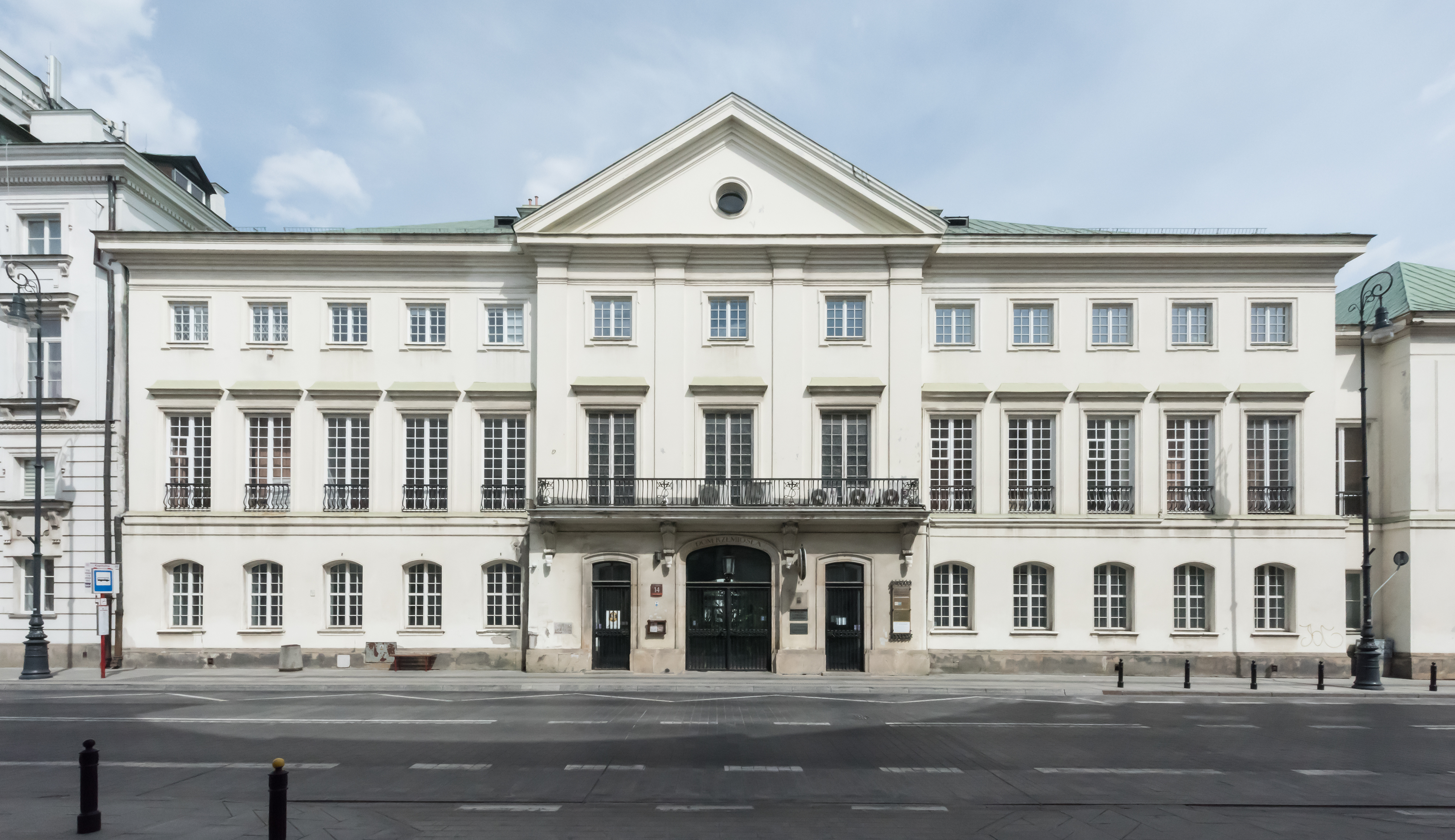
Pałac Chodkiewiczów, dawna siedziba przedstawicielstwa niemieckiej agencji Germany Trade and Invest w Warszawie przy ul. Miodowej 14 (do grudnia 2022)

Germany Trade and Invest (Gesellschaft für Außenwirtschaft und Standortmarketing mbH – gtai), do dnia 1 stycznia 2009 jako Federalna Agencja Handlu Zagranicznego (Bundesagentur für Außenwirtschaft – bfai) którego zadaniem jest prowadzenie marketingu gospodarczego oraz promocji inwestycji. Siedziba znajduje się w Berlinie oraz w Bonn.

## Historia
Założone w 1951 jako Federalne Centrum Informacji dla Handlu Zagranicznego (Bundesauskunftsstelle für den Außenhandel), zostało przekształcone w 1953 w Federalne Biuro Zagranicznej Informacji Handlowej (Bundesstelle für Außenhandelsinformation), z siedzibą w Kolonii, w 2001 na Federalną Agencję Handlu Zagranicznego (Bundesagentur für Außenwirtschaft Bfai).
W 1991 utworzono w Federalnym Ministerstwie Gospodarki i Technologii (Bmwi) Centrum Wsparcia Inwestorów Zagranicznych (Zentrum für die Betreuung von Auslandsinvestoren ZfA). W 1998 powołano w Niemczech pełnomocnika rządu ds. inwestycji zagranicznych wraz z Towarzystwem Wsparcia Pełnomocnika ds. Inwestycji Zagranicznych mbH (Gesellschaft zur Unterstützung des Beauftragten für Auslandsinvestitionen mbH). Dwa lata później przejęło ono zadania Centrum Wsparcia... przy ministerstwie. W 2003 zmieniono nazwę towarzystwa na Invest in Germany GmbH (Inwestuj w Niemczech); w 2007 włączono w jego strukturę utworzoną w 1997 dla promocji inwestycji na obszarze b. NRD Radę ds. Inwestycji Przemysłowych w Nowych Landach Niemieckich (The New German Länder Industrial Investment Council Iic). 
W 2009 obie instytucje - promocji handlu zagranicznego i inwestycji, połączono.

## Zakres działalności
Oferta Germany Trade and Invest obejmuje:
- informacje z zakresu prawa podatkowego,
- analiza rynków i branż,
- pomoc w realizacji projektów międzynarodowych,
- pomoc w zakresie taryf celnych,
- pomoc podczas udziału w przetargach oraz przy nawiązaniu kontaktów gospodarczych.

Towarzystwo udziela też wskazówek z zakresu polityki gospodarczej.

## Przedstawicielstwo w Polsce
Początkowo przedstawicielstwo BfaI w Warszawie mieściło się przy ul. Kapitulnej 2/6 (2001−2004), obecnie przy ul. Grzybowskiej 87 (od roku 2023).